# Hřešihlavy

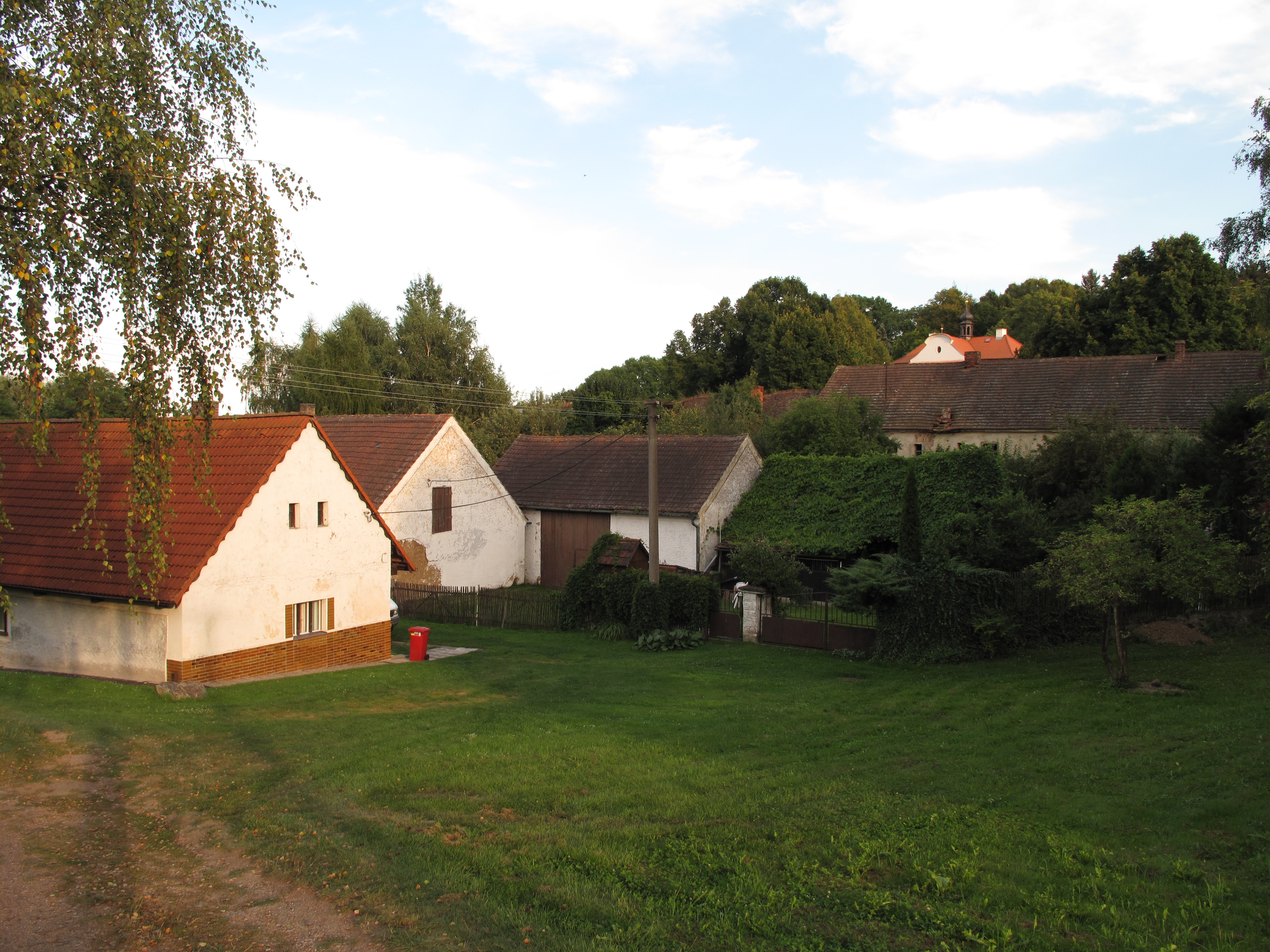
Ortsansicht

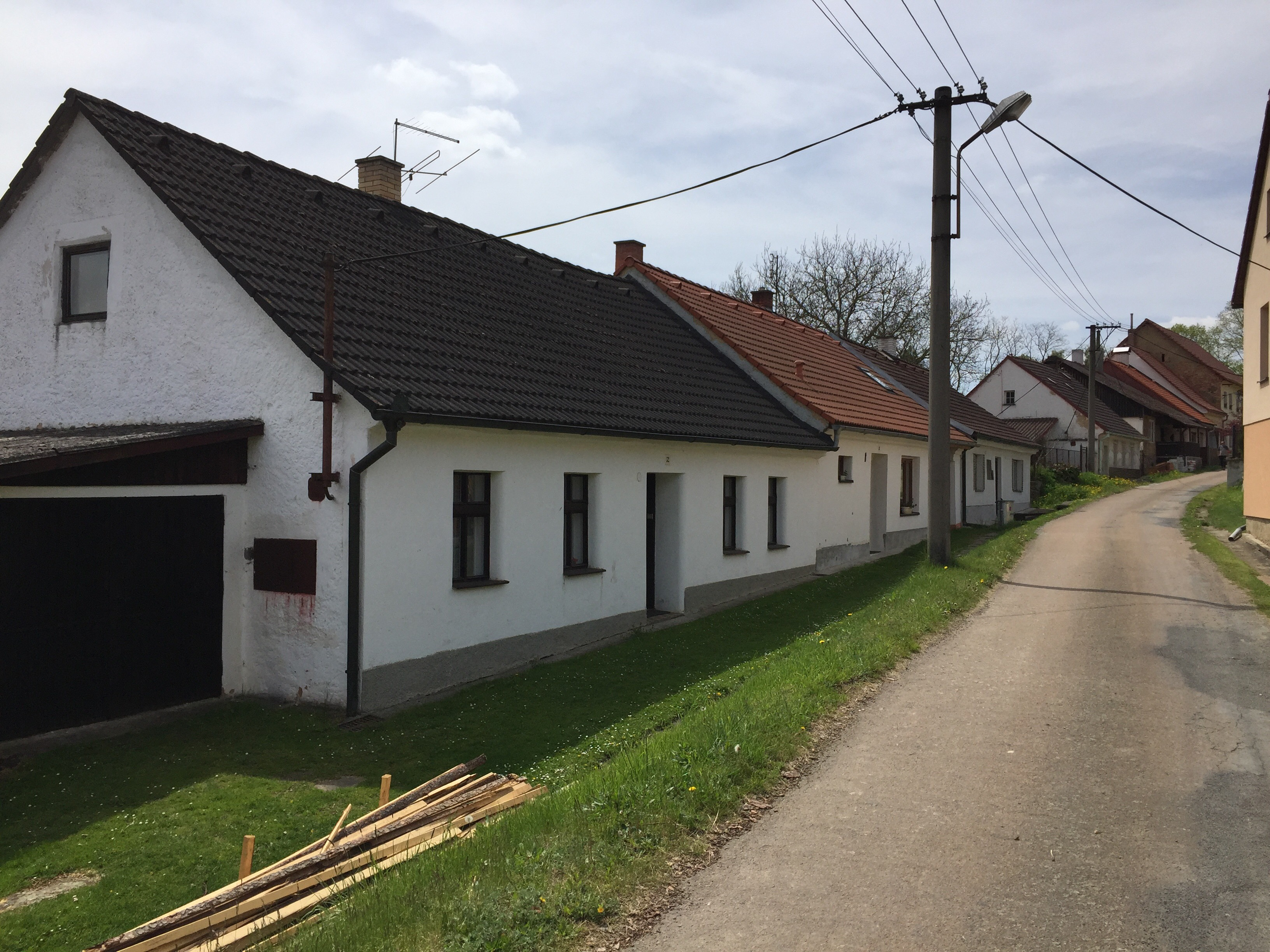
Ortslage Karlín

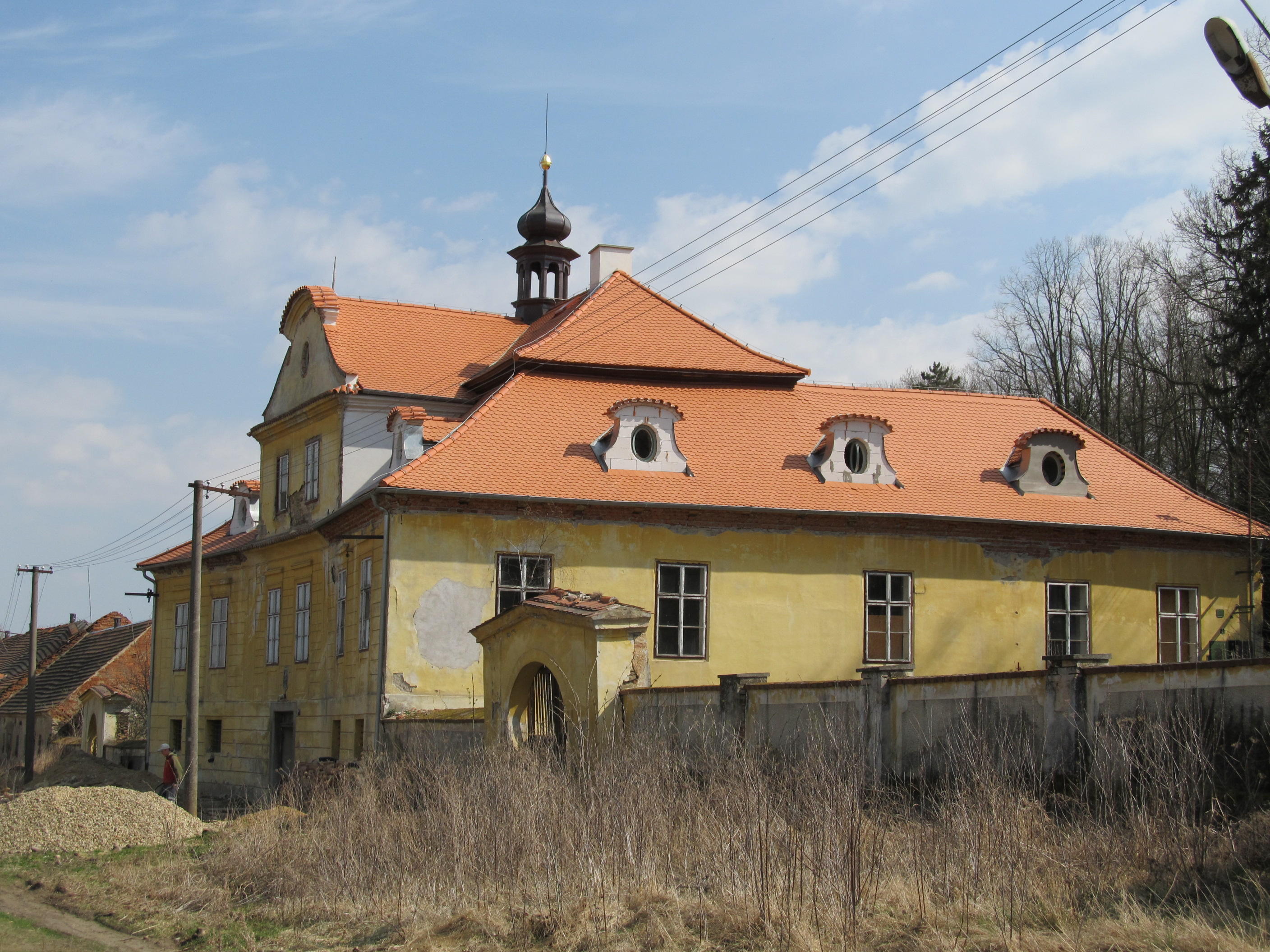
Schloss Hřešihlavy

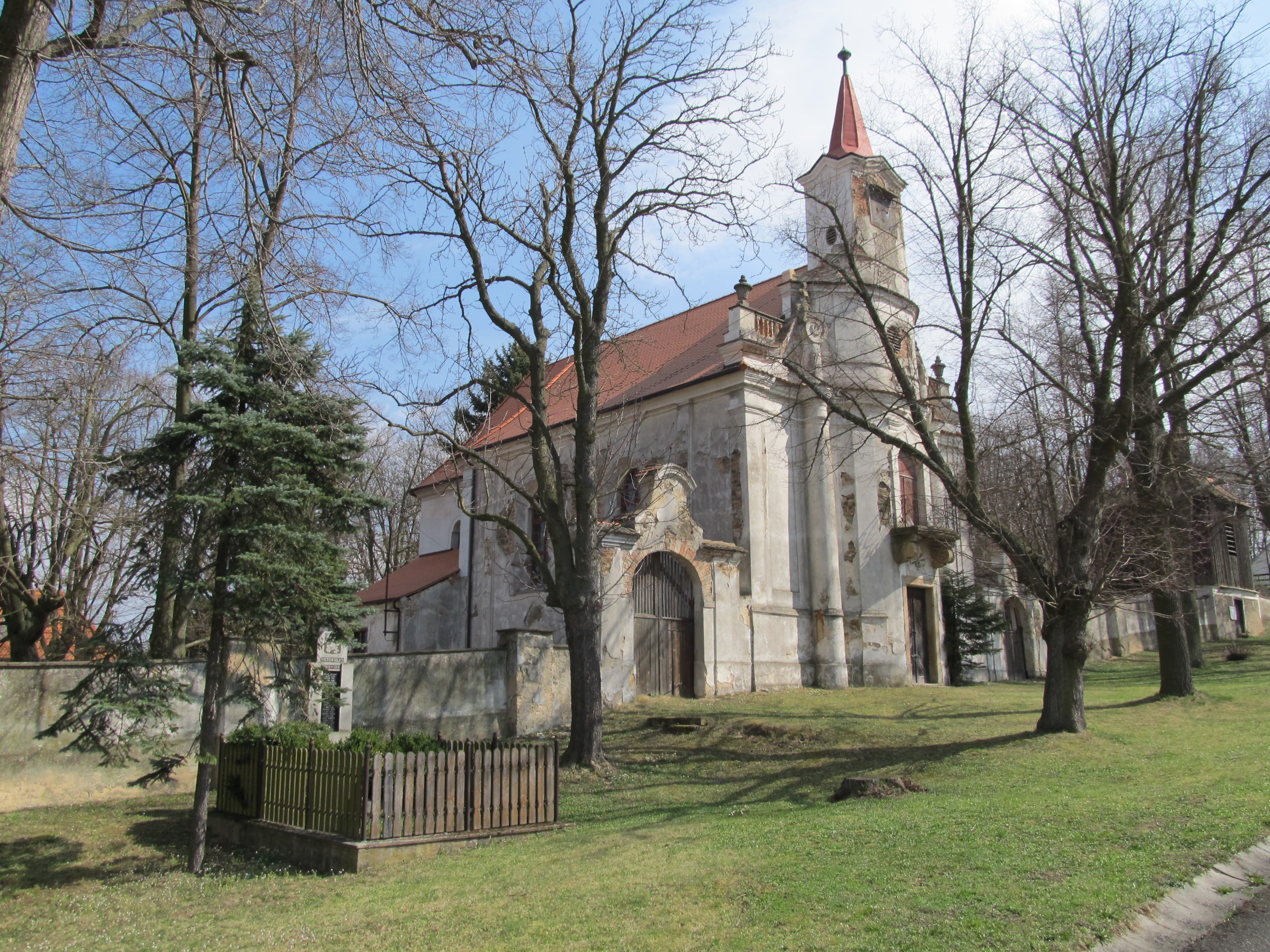
Kirche Allerheiligen

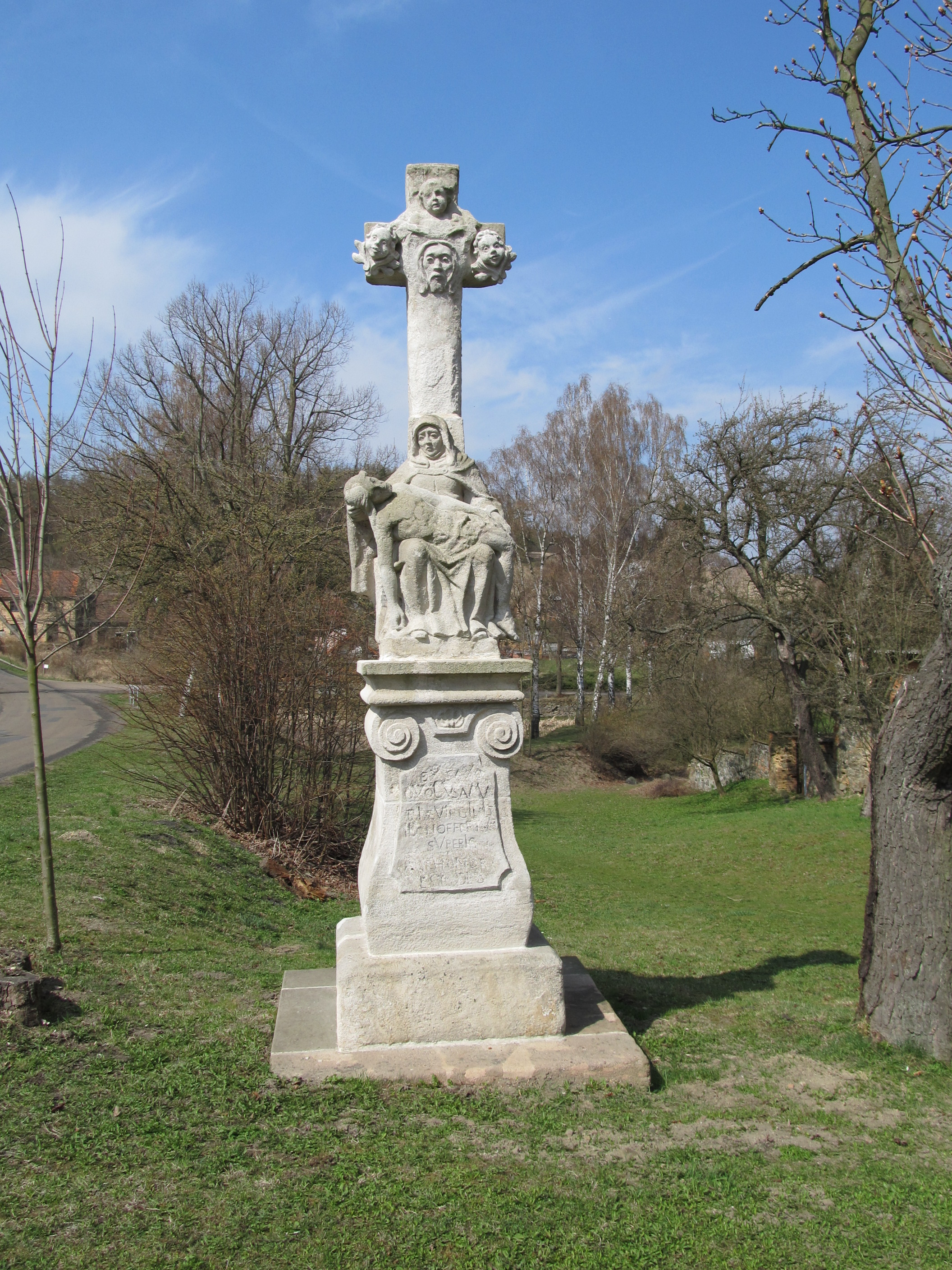
Pietà

Hřešihlavy (deutsch Rzeschohlau, 1939–45 Herschichlau; jiddisch Reschiloj) ist ein Ortsteil der Gemeinde Kladruby (Kladrub) in Tschechien. Er liegt acht Kilometer nördlich von Radnice (Radnitz) und gehört zum Okres Rokycany.

## Geographie
Hřešihlavy befindet sich rechtsseitig über dem Tal der Berounka in einer großen Flussschleife auf einer zum Radnitzer Hügelland (Radnická pahorkatina) gehörigen Hochfläche. Gegen Osten liegt das Tal des Berounka-Zuflusses Radubice. Nordöstlich erhebt sich der Hamouz (470 m n.m.), im Osten der Lejskův hřeben (430 m n.m.) und die Vrabčiny (454 m n.m.), südlich der Na Kozinkách (427 m n.m.) sowie im Nordwesten die Malá Hůrka (433 m n.m.) und die Velká Hůrka (407 m n.m.). Das Dorf liegt auf dem Gebiet des Naturparks Berounka.
Nachbarorte sind Třímanský Přívoz, Hlince und Studená im Norden, Ptyč, Lejskův-Kožíškův Mlýn, Prachárna und Chlum im Nordosten, Sádky und Mlečice im Osten, Prašný Újezd, Suchomelka und Kladruby im Südosten, Svinná im Süden, Lhotka u Radnic, Chockov und Bujesily im Südwesten, Rakolusky, Kozojedy und Bohy im Westen sowie Krašov, Podkrašovský Mlýn und Třímany im Nordwesten.

## Geschichte
Die erste schriftliche Erwähnung von „Hrzyessihlaw“ erfolgte im Jahre 1363, als Jan von Hřešihlav der Pilsener Dominikanerkirche einen Altar stiftete. Das Dorf war zu dieser Zeit geteilt; einen Anteil hielten die Vladiken von Hřešihlav, den anderen besaß Mikuláš von Osovec. In der Mitte des 15. Jahrhunderts war Rous von Hřešihlav Burggraf von Karlstein. Später wechselten die Besitzer des Gutes oftmals; wahrscheinlich zum Ende des 16. Jahrhunderts gelangte es an die Herren Bieschin von Bieschin. Im Zuge eines Vergleichs mit der Herrschaft Radnitz ist 1597 Johann Bieschin von Bieschin als Besitzer von Hřešihlavy nachweislich. In der Mitte des 17. Jahrhunderts siedelten sich Juden in Hřešihlavy an. 1680 wurde ein jüdisches Bethaus erwähnt. Nach dem Tode des Adam Bieschin von Bieschin erbte 1706 dessen Sohn Johann Tobias die vereinigten Güter Ržeschohlaw, Tereschau und Praschno-Augezd. Dieser veräußerte die Güter im selben Jahre an Barbara Franziska Gräfin von Barbo. Sie trennte das Gut Tereschau 1716 ab und verkaufte es anderweitig. Ihre Kinder Johann, Peter und Josepha Leopoldina von Barbo verkauften das Gut Ržeschohlaw mit Praschno-Augezd 1724 zu gleichen Teilen an die Brüder Johann Wenzel und Joseph Joachim Schmidtgräbner von Lustenegg. Letzterer trat 1727 seine Hälfte des Gutes an Johann Wenzel ab, der das Gut zwei Jahre später an Joseph Wančura von Řehnitz verkaufte. Joseph Wančura veräußerte es 1734 an Maria Josepha Freiin von Rumerskirch. Das Gut Praschno-Augezd wurde 1738 abgetrennt und verkauft. Ferdinand Maria von Rumerskirch ließ 1769 ein neues Schloss errichten, ebenso eine Lokalkirche und ein Lokalistenhaus. Im Jahre 1785 bestand das Ferdinand von Rumerskirch gehörige Gut Ržeschohlaw aus dem gleichnamigen Dorf mit 18 Häusern, einer öffentlichen Kapelle Allerheiligen, einer neu angelegten Lokalie und einem Schloss. Karl Joseph Freiherr von Rumerskirch vererbte das Gut 1815 seinem Neffen Gabriel von Rumerskirch. Zu dieser Zeit stellten die Juden die Bevölkerungsmehrheit in dem Dorf.
Im Jahre 1838 umfasste das im Pilsner Kreis an der Grenze zum Rakonitzer Kreis gelegene Allodialgut Řeschohlau eine  größtenteils aus Ackerland und Wäldern bestehende Nutzfläche von 754 Joch 704 Quadratklafter. Die sandigen Lehmböden auf Lehmgrund erbrachten gute landwirtschaftliche Erträge; außerdem wurde in sechs herrschaftlichen Obstgärten, zwei größeren Plantagen und vier Alleen intensiver Obstbau betrieben und durch die Herrschaft zur besseren Verwertung ein Obstdörrhaus errichtet. An der Ostseite des Gutes lag die Waldstrecke Moska, an der Westseite die Dubina. Außerdem bewirtschaftete die Gutsherrschaft drei Teiche. Zum Gut gehörten außer dem Dorf Řeschohlau noch ein aus dem Freihof Nr. 1, 13 Häusern und einem Kalkbruch bestehender Anteil am Pürglitzer Dorf Klein-Lohowitz. Das Dorf Řeschohlau bzw. Řessohlawy bestand aus 47 Häusern mit 412 Einwohnern, darunter 190 Juden (31 Familien). Haupterwerbsquellen waren die Landwirtschaft und etwas Gewerbe; die jüdischen Bewohner lebten vor allem vom Handel. Der christliche Bevölkerungsanteil war durchweg katholisch und tschechischsprachig. Das Schloss diente dem Gutsherrn als Wohnsitz und als Sitz des Wirtschaftsamtes, außerdem war darin eine Schlosskapelle eingerichtet. Beim Schloss bestanden beträchtliche gepflegte Gartenanlagen, ein Bräuhaus und ein Meierhof. Unter herrschaftlichem Patronat standen die Lokalkirche Allerheiligen, das Lokalistenhaus und die Schule. Im Ort gab es zudem ein Dominikal-Wirtshaus und eine Synagoge. Abseits lagen mehrere Einschichten: nördlich das Hegerhaus, nordöstlich die Dominikalchaluppe Pracharna (Prachárna) an der Mies, südlich die herrschaftliche Schäferei Cumanda sowie südwestlich die Abdeckerei und die Mühle Wrbatha (Vrbatův Mlýn) mit Brettsäge am Radnitzer Bach (Radnický potok). Řeschohlau war Pfarr- und Schulort für Kladrub, Tříman und Wogenitz. Bis zur Mitte des 19. Jahrhunderts war Řeschohlau Amtsort des  gleichnamigen Allodialgutes.
Nach der Aufhebung der Patrimonialherrschaften bildete Řešohlavy / Rzeschohlau ab 1850 eine Gemeinde im Gerichtsbezirk Zbirow. Durch die zunehmende Abwanderung der Juden sank die Einwohnerzahl in der zweiten Hälfte des 19. Jahrhunderts stark. 1868 wurde Řešohlavy dem Bezirk Hořowitz zugeordnet. Im Jahre 1869 bestand Řešohlavy aus 48 Häusern und hatte 340 Einwohner. Zum 1. September 1896 wurde der Ort Teil des neu gebildeten Bezirks Rokitzan. Im Jahre 1900 hatte Řešohlavy 244 Einwohner, 1910 waren es 238. Zu Beginn des 20. Jahrhunderts wurde der Ortsname in Řešihlavy abgeändert. Nach dem Erlöschen der jüdischen Gemeinde erfolgte in dieser Zeit der Abriss der Synagoge.
Nach dem Ersten Weltkrieg zerfiel der Vielvölkerstaat Österreich-Ungarn, Řešihlavy wurde 1918 Teil der neu gebildeten Tschechoslowakischen Republik. Beim Zensus von 1921 lebten in den 41 Häusern der Gemeinde 204 Tschechen. Seit 1921 wird Hřešihlavy als Ortsname verwendet. 1930 lebten in den 43 Häusern von Hřešihlavy 189 Personen. Zwischen 1939 und 1945 gehörte Hřešihlavy / Herschichlau zum Protektorat Böhmen und Mähren. Nach dem Ende des Zweiten Weltkrieges kam Vojenice zur wiedererrichteten Tschechoslowakei zurück. 1950 lebten in den 58 Häusern von Hřešihlavy 124 Personen. In den 1960er Jahren setzte ein weiterer deutlicher Bevölkerungsrückgang ein. Zum 1. Januar 1976 erfolgte die Eingemeindung nach Kladruby. 1991 lebten in den 14 Häusern von Hřešihlavy 24 Personen. Beim Zensus von 2011 hatte das Dorf 17 Einwohner und bestand aus 42 Wohnhäusern.

## Ortsgliederung
Der Ortsteil Hřešihlavy bildet einen Katastralbezirk. Zu Hřešihlavy gehören die Siedlung Rybárna und die Ortslage Karlín.

## Sehenswürdigkeiten
- Schloss Hřešihlavy, der zweiflügelige eingeschossige Bau wurde in der Mitte des 18. Jahrhunderts von Ferdinand Maria von Rummerskirch für seine Frau Maria Elisabeth, geborene Hildprandt von und zu Ottenhausen errichtet. Während der deutschen Besetzung diente es als Erholungsheim der Hitlerjugend. Nach dem Ende des Zweiten Weltkrieges und der Verstaatlichung wurden das Schloss und der Hof durch eine JZD heruntergewirtschaftet. In den 1990er Jahren diente das Schloss als Depot des Technischen Nationalmuseums in Prag, nach der Räumung der dort eingelagerten Stücke ist das Objekt ungenutzt.[5]
- Spätbarocke Kirche Allerheiligen, 1768–1769 im Barockstil errichtet, im Presbyterium entstand die Grablege des Grafen Rummerskirch. Südlich der Kirche steht ein gleichaltriger hölzerner Glockenturm.[6]
- Wegkreuz mit Darstellung der Pietà, westlich des Schlosses, geschaffen 1751
- Gedenkstein für die Gefallenen des Ersten Weltkrieges, an der Kirche
- Statue des böhmischen Landesheiligen Adalbert, im nordöstlichen Teil des Dorfes
- Ortslage Karlín, ehemalige Judenhäuser im östlichen Teil des Dorfes
- Jüdischer Friedhof, östlich des Dorfes im Wald. Er wurde zu Beginn des 19. Jahrhunderts angelegt und bis 1911 genutzt.
- Radubické vodopady, Wasserfälle eines linken Seitenbaches der Radubice, südöstlich von Hřešihlavy
- Naturreservat Třímanské skály, der felsige Prallhang der Berounka westlich von Hřešihlavy wurde 1990 unter Schutz gestellt